# Buzova, Kompaniivka
Buzova (în ucraineană Бузова) este localitatea de reședință a comunei Buzova din raionul Kompaniivka, regiunea Kirovohrad, Ucraina.

## Demografie
Componența lingvistică a localității Buzova
     Ucraineană (98,97%)
     Rusă (1,03%)
Conform recensământului din 2001, majoritatea populației localității Buzova era vorbitoare de ucraineană (98,97%), existând în minoritate și vorbitori de rusă (1,03%).